# Topsy Håkansson
Karin Maria Elisabet Mathisen, känd som Topsy Håkansson, under en period Lindgren, ogift Håkansson, född 12 januari 1926 i Karlstad, är en svensk dansare och skådespelare.
Topsy Håkansson var 1946–1951 gift med skådespelaren Peter Lindgren (1915–1981) och från 1953 med sångaren och konstnären Jens Mathisen (1926–2003). Makarna Mathisen flyttade 1961 till Norge. Tillsammans med Lindgren har hon sonen Hans Lindgren (född 1947), som bland annat verkat som regissör.

## Filmografi
- 1948 – Zigenardans
- 1949 – Sjösalavår
- 1951 – Sköna Helena
- 1952 – Hon kom som en vind
- 1952 – Flottare med färg
- 1953 – Brudebuketten

## Teater

### Roller (urval)
| År   | Roll        | Produktion                                | Regi             | Teater                  |
| ---- | ----------- | ----------------------------------------- | ---------------- | ----------------------- |
| 1944 | Ensemble    | Serenad Staffan Tjerneld och Lajos Lajtai | Leif Amble-Naess | Oscarsteatern           |
| 1946 | Medverkande | Ett lysande elände, revy Karl Gerhard     | Hasse Ekman      | Oscarsteatern           |
| 1959 |             | En midsommarnattsdröm William Shakespeare | Sandro Malmquist | Skansens friluftsteater |